# Stora Brändö
Stora Brändö är en ö i Finland. Den ligger i Finska viken och i kommunen Kyrkslätt i den ekonomiska regionen  Helsingfors i landskapet Nyland, i den södra delen av landet. Ön ligger omkring 24 kilometer sydväst om Helsingfors.
Öns area är 33,8 hektar och dess största längd är 1,1 kilometer i nord-sydlig riktning. Ön höjer sig omkring 25 meter över havsytan.
Söder om ön finns en mängd kobbar och grynnor, bland annat Brändökobben. Området, inklusive öns södra strand, är ett fågelskyddsområde. Vid öns östra strand finns två platser för lägereld. Också längs den östra stranden finns grynnor. Farlederna förbi Porkala passerar nära ön.